# Col du Grand Cucheron
Ne doit pas être confondu avec Col du Cucheron ou Col du Cucheron (Entremont-le-Vieux).
Le col du Grand Cucheron est un col de France, en Savoie, dans la chaîne de Belledonne, à 1 188 mètres d'altitude. Col routier, il permet de relier la vallée des Huiles à l'ouest à celle de la Maurienne à l'est. Il est situé au sud du col du Petit Cucheron.

## Étymologie
« Cucheron » signifie « butte » ou « colline ».

## Géographie
Le col se trouve au cœur de la chaîne des Hurtières — partie septentrionale de la chaîne de Belledonne —, au-dessus de Saint-Alban-d'Hurtières dans la Maurienne au sud-est et du Pontet dans la vallée des Huiles au nord-ouest. Il est franchi par la route départementale 207. Il offre une vue sur le massif de la Lauzière à l'est.

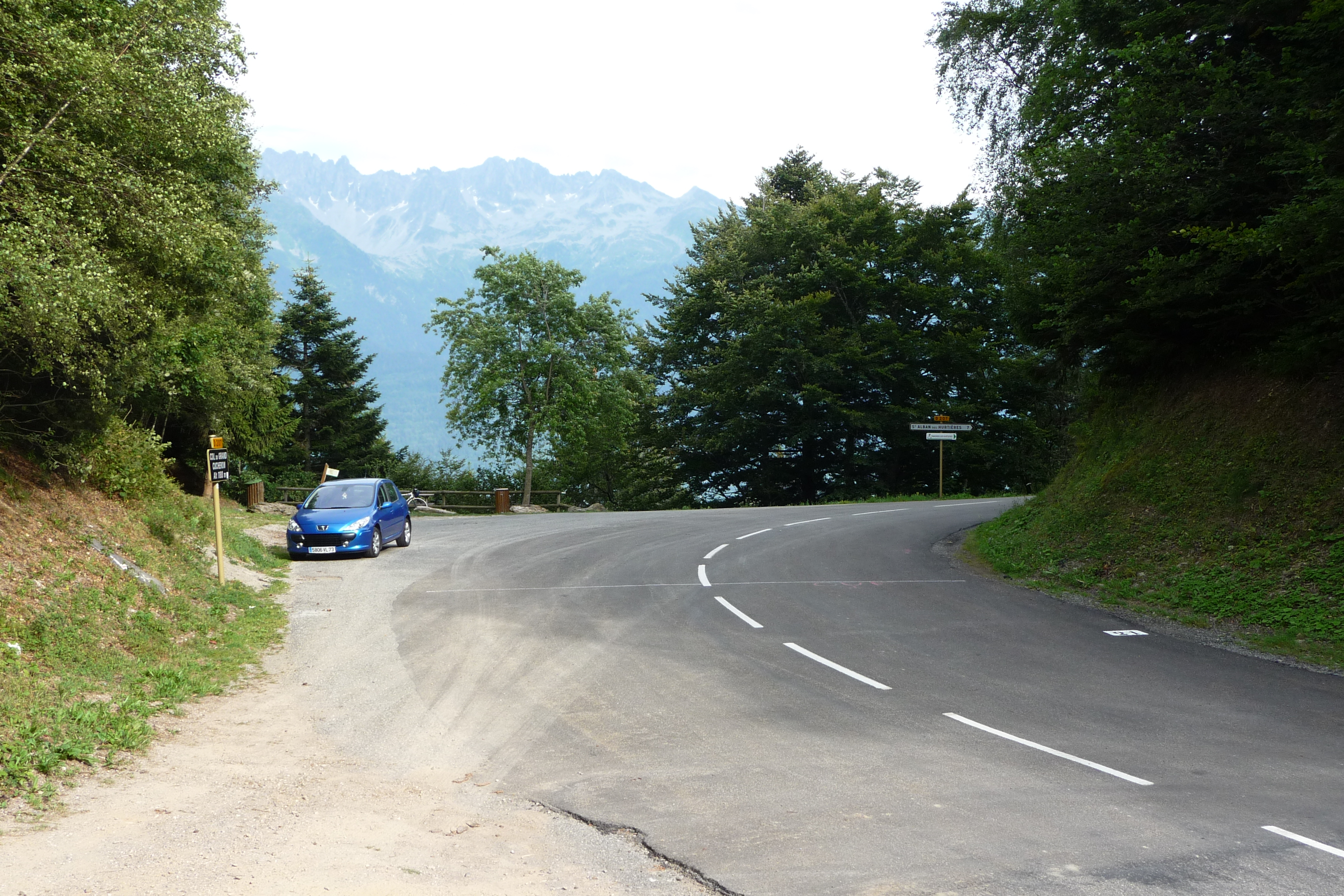
Le col du Grand Cucheron avec le massif de la Lauzière dans le lointain.

## Cyclisme
Il est franchi pour la première fois par le Tour de France 1972 par Eddy Merckx en tête. Domingo Perurena passe le col en première position en 1974, Serge Demierre en 1983 et Stéphane Heulot en 1998 lors de la 16e étape. Il est classé en 2e catégorie lors de ces quatre franchissements. Le 13 juillet 2012, lors de la 12e étape du Tour 2012, il est classé en 1re catégorie et est franchi en tête par le Croate Robert Kišerlovski.

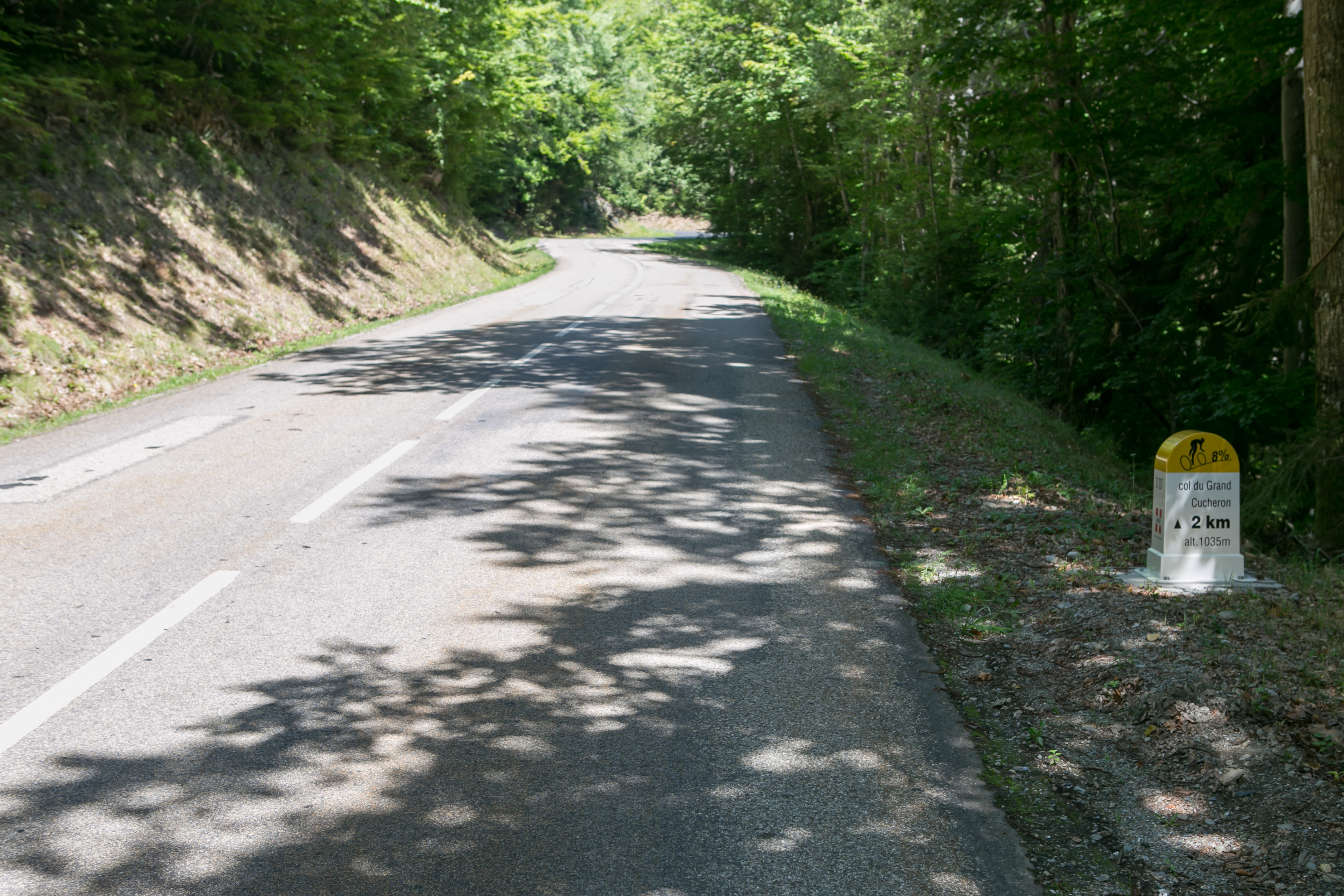
Ascension du col par la route départementale 207 depuis Saint-Alban-d'Hurtières.